# Reagan Branch (Boyds Creek)
Der Reagan Branch ist ein kleiner Fluss im Sevier County, im US-Bundesstaat Tennessee, in den Vereinigten Staaten. 
Seine Länge beträgt 5,3 Kilometer und er mündet in den Boyds Creek. Seine Höhe über dem Meeresspiegel beträgt 289 Meter.